# Rauscher György
Rauscher György (Dorog, 1902. április 29. – Komárom, 1930. október 3.) festőművész.

## Élete és művészete
Szülei Rauscher Zsigmond orvos és Milch Emma. Nagybátyja Milch Ármin (1873-1922) komáromi fakereskedő, gyáros, régészeti gyűjtő volt.
Egyéves korában Komáromba költöztek, ahol apja körzeti orvos volt. Művészeti tanulmányait a középiskolában kezdte, Harmos Károly tanítványaként. Később a Bécsi Képzőművészeti Akadémián (Akademie der bildenden Künste Wien) majd a Budapesti Művészeti Akadémián tanult, Réti István professzor irányításával. 1925-26-ban Párizsban, Firenzében, Bécsben és Münchenben járt tanulmányutakon. Művészetére jellemzőek voltak a zárt,plasztikus formák és az éles kontúrok.
1927-ben Berlinbe költözött, ahol aktívan részt vett a művészeti életben, illusztrátorként és arcképfestőként aratott sikereket. Különösen híresek lettek Marlene Dietrichről és Lilian Harveyről alkotott portréi. Ugyanebben az évben Brnóban állított ki. Stílusára erősen hatott a art déco. 1928 és 1930 között Berlinben és Nizzában élt, majd stúdiót bérelt Párizsban. Hosszas külföldi tartózkodásai ellenére szoros kapcsolatot ápolt Budapesttel, komáromi nyaralásai mindig komoly művészi inspirációt jelentettek számára.
Súlyos tüdőbajban szenvedett, 1930-ban a Tátrában keresett gyógyulást. Amikor állapota már reménytelenné vált, édesanyja hazavitte Komáromba meghalni. A komáromi izraelita temetőben helyezték örök nyugalomra.

## Emléke
- Dorogon művészeti díjat neveztek el róla. (Rauscher György Emlékérem)

## Művei

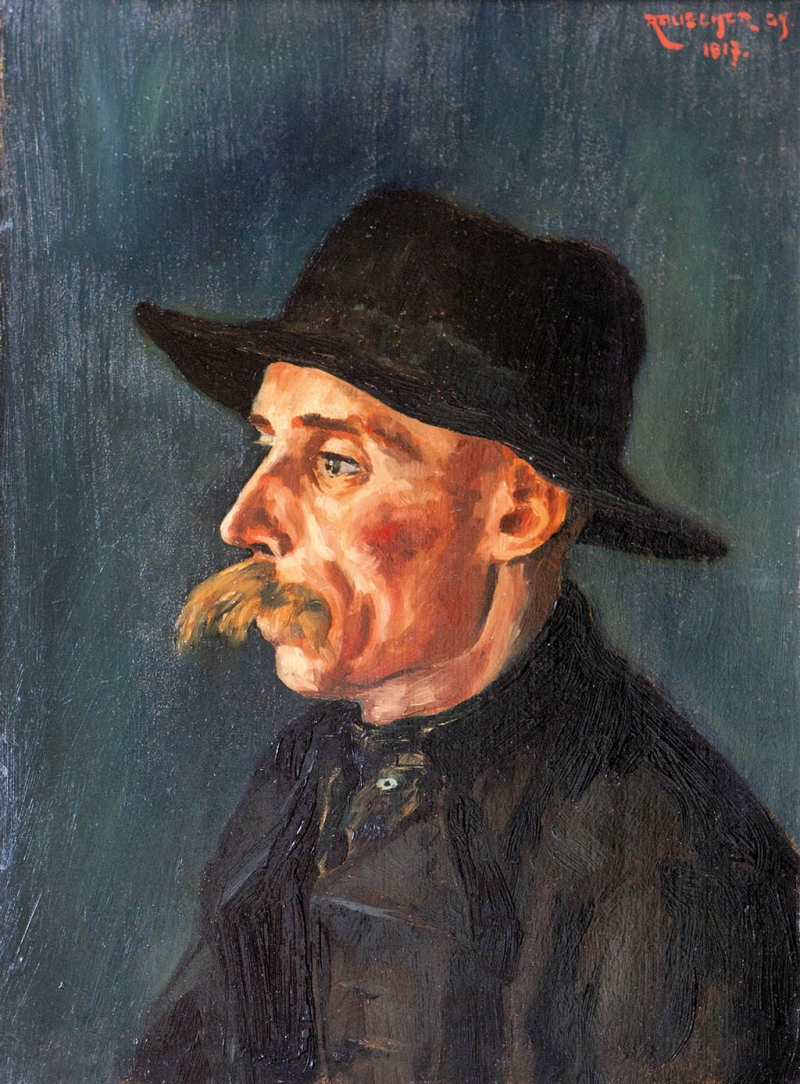
A Nagybajuszú
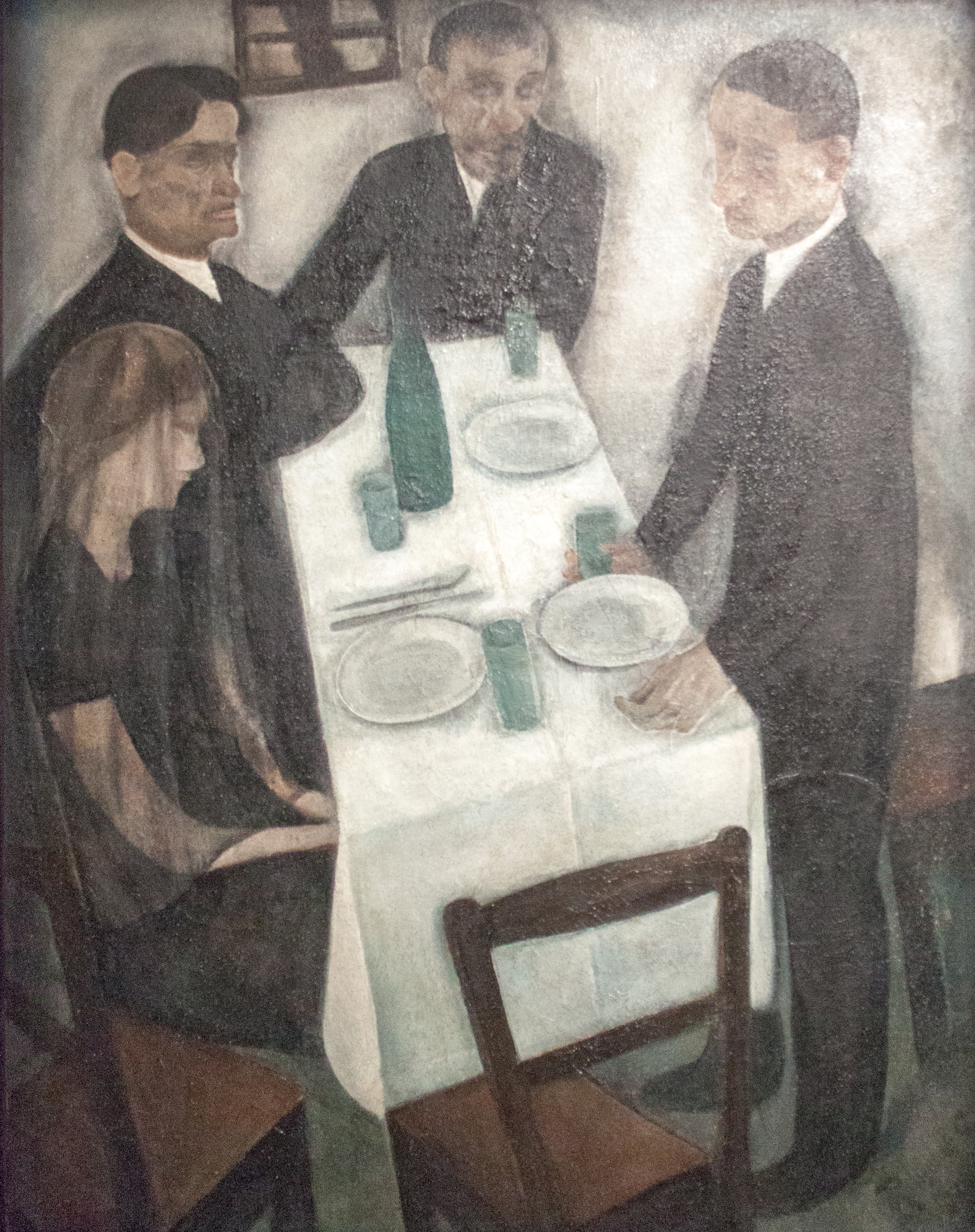
Asztal körül
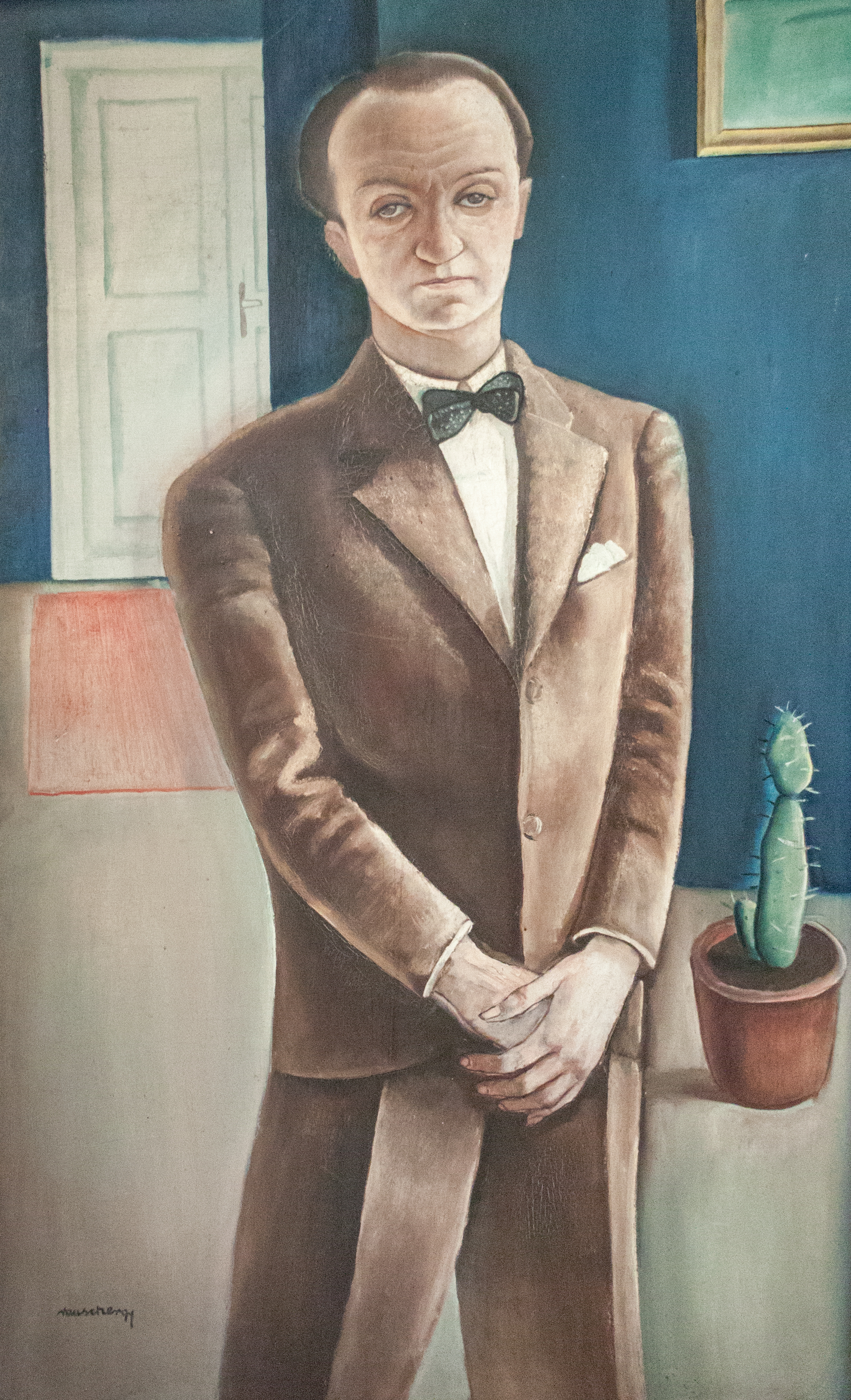
Öltönyös férfi kaktusszal
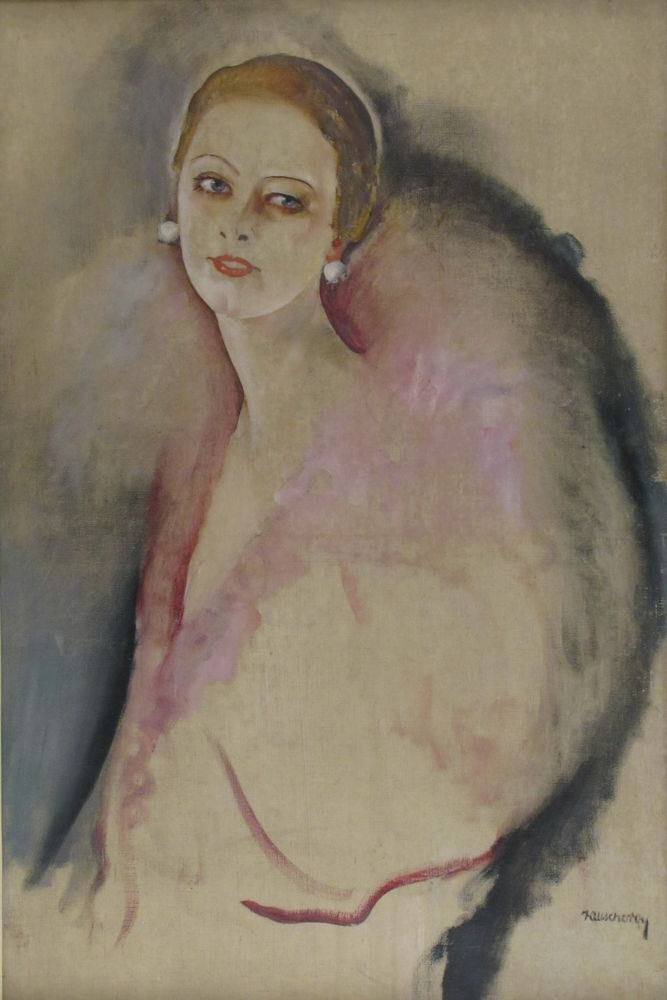
Honthy Hanna portréja

Rauscher rövid élete alatt sokat alkotott, mintegy 200 festményt és grafikát hagyott hátra. Műveinek egy része a komáromi Klapka György Múzeumban van kiállítva. Karakteres egyéni stílusában festett művei, különösen portréi, értékes hozzájárulást jelentenek az egyetemes művészethez.